# رئیس ستاد کل نیروهای مسلح مصر
رئیس ستاد کل نیروهای مسلح مصر (عربی مصری: رئيس أركان حرب القوات المسلحة) بالاترین مقام نظامی در مجموعه نیروهای مسلح مصر است، که از اعضای اصلی شورای عالی نیروهای مسلح مصر به‌شمار می‌آید. رئیس ستاد کل نیروهای مسلح مصر توسط رئیس‌جمهور مصر منصوب می‌شود و به وزیر دفاع مصر گزارش می‌دهد. 
این جایگاه نخستین بار در سال ۱۹۵۲ تعریف شد و نخستین رئیس ستاد کل نیروهای مسلح مصر، سپهبد محمد ابراهیم سلیم بود. هم‌اکنون سپهبد احمد فتحی خلیفه ریاست ستاد کل نیروهای مسلح مصر را برعهده دارد.